# Szatócs

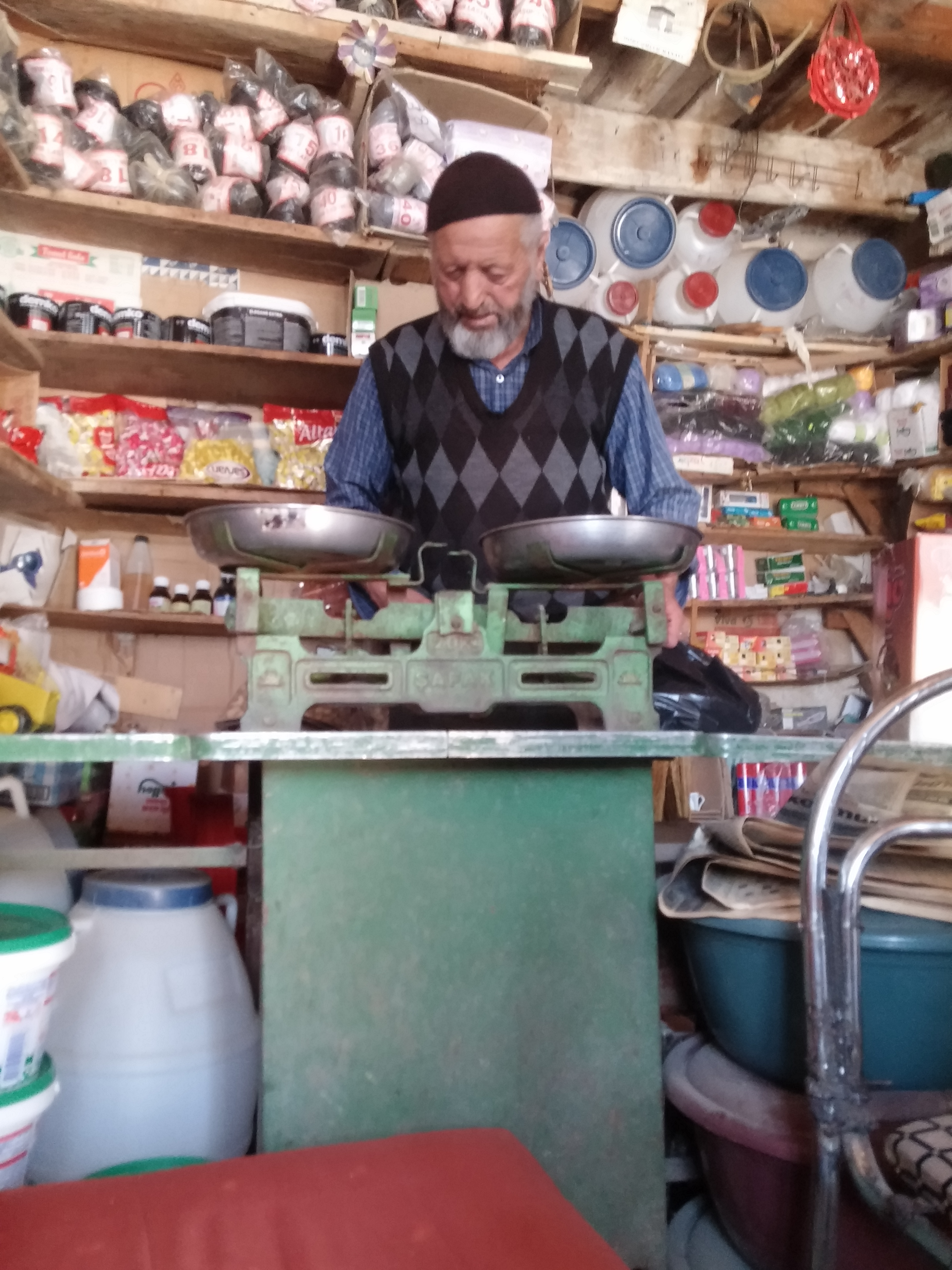

A szatócs mai nyelven kiskereskedő volt, aki vegyesáruboltjában élelmiszert és különböző háztartási kellékeket (papíráru, textil, vasáru stb.) árusított, és emellett italokat is kimért. A szó török eredetű.
Magyarországon (de más országokban is) a zsidó népesség egyik gyakori foglalkozása volt a második világháború előtti korokban, de boltjuk a két világháború között hozott zsidótörvényeknek, a háború után pedig az államosításoknak esett áldozatul.
Szatócs foglalkozása volt több híres személyiség családjának, pl. Adolf Zukor, William Fox, Niccolò Paganini, Jány Gusztáv.